# Ivan Turitsov
Ivan Turitsov (bulgare : Иван Турицов), né le 18 juillet 1999 à Pleven en Bulgarie est un footballeur international bulgare qui évolue au poste d'arrière droit au CSKA Sofia.

## Biographie

### En club
Natif de Pleven en Bulgarie, Ivan Turitsov est notamment formé par le Litex Lovetch avant de rejoindre le CSKA Sofia en 2016, où il poursuit sa formation. Il joue pour l'équipe réserve avant de faire son retour en 2017-2018 au Litex Lovech, où il est prêté.
En février 2019 il retourne au CSKA Sofia et joue son premier match avec l'équipe première le 19 février 2019, lors d'une rencontre de championnat remportée par son équipe face au Botev Vratsa (2-1).

### En équipe nationale
Ivan Turitsov représente l'équipe de Bulgarie des moins de 19 ans de 2017 à 2018 et joue cinq matchs.
Ivan Turitsov fête sa première sélection avec l'équipe de Bulgarie espoirs face à la Slovénie le 25 mars 2019 (victoire 0-1).
Il honore sa première sélection avec l'équipe nationale de Bulgarie le 26 février 2020 contre la Biélorussie. Ce jour-là Turitsov est titulaire et son équipe s'incline sur le score de un but à zéro.